# Famous last words (Al Stewart)
Famous last wordt is het twaalfde studioalbum van Al Stewart. Het album is opgenomen in een aantal geluidsstudios in Californië, de musici zijn alle lokale studiomuzikanten op Peter White na. Voor de fans van progressieve rock bevat het een klein cameo-tje in de vorm van de achtergrondzang in de persoon van Neal Morse, voordat hij zou doorbreken met Spock's Beard. Het album is opgedragen aan Peter Wood (1950-1993), een muzikant waarmee Stewart in het verleden heeft gewerkt. 
Feel like werd in Spanje uitgegeven als promosingle behorende bij dit album.

## Muziek
Alle liedjes van Stewart, behalve waar aangegeven

| Nr. | Titel                                                       | Duur |
| --- | ----------------------------------------------------------- | ---- |
| 1.  | Feel like                                                   | 3:35 |
| 2.  | Angel of mercy                                              | 3:51 |
| 3.  | Don’t forget about me (Stewart, White)                      | 5:21 |
| 4.  | Peter on the White Sea (Stewart, David Pack, Andrew Powell) | 3:37 |
| 5.  | Genie on a table top                                        | 3:47 |
| 6.  | Trespasser (Stewart, White)                                 | 4:45 |
| 7.  | Trains                                                      | 8:17 |
| 8.  | Necromancer                                                 | 3:40 |
| 9.  | Charlotte Corday (Stewart, Tori Amos)                       | 3:47 |
| 10. | Hipposong                                                   | 1:52 |
| 11. | Night rolls in                                              | 4:35 |